# Parafia św. Barbary w Nieświniu
Parafia Świętej Barbary w Nieświniu – rzymskokatolicka parafia w Nieświniu, należąca do dekanatu koneckiego w diecezji radomskiej. 

## Zasięg parafii
Do parafii należą wierni z miejscowości: Nieświń, Chełb, Drutarnia, Fidor, Baczyna, Paruchy, Stara Kuźnica.

## Historia
Msze Święte niedzielne i świąteczne sprawowano w Nieświniu w prowizorycznym pomieszczeniu od 1947 r. Posługę sprawowali tam księża z Końskich. Kaplica tymczasowa zbudowana została w latach siedemdziesiątych XX w. staraniem ks. Tadeusza Lutkowskiego, a przy niej zamieszkał od 1972 ks. Czesław Kołtunowicz. Parafię erygował 31 grudnia 1982 r. bp Edward Materski. Kościół pw. św. Barbary, według projektu arch. Giurgiewicza z aneksem Czesława Szumilasa, budowany był w latach 1984–1985 staraniem ks. Franciszka Jakubiaka. Fundamenty poświęcił 22 lipca 1984 bp Stanisław Sygnet, a stan surowy kościoła – 12 grudnia 1985 bp Adam Odzimek. 26 sierpnia 2003 konsekracji kościoła dokonał bp. Zygmunt Zimowski. Jest to świątynia wzniesiona z czerwonej cegły.
4 grudnia 2018 roku do świątyni zostały wprowadzone relikwie św. Barbary, patronki parafii, a 24 grudnia 2023 roku – relikwie św. Rity, patronki spraw niemożliwych. Wprowadzenia dokonał ks. bp Piotr Turzyński.

## Proboszczowie
- ks. Franciszek Jakubiak (1975–1991)
- ks. Eugeniusz Siedlecki (1991–1997)
- ks. kan. Eugeniusz Tyburcy (1997–2007)
- ks. Stanisław Nowak (od 2007)